# Alexander Meyer (labdarúgó, 1991)
Alexander Niklas Meyer-Schade (1991. április 13.–) német profi labdarúgó, jelenleg a Bundesligában szereplő Borussia Dortmund kapusa.

## Pályafutása
Meyer 2017 augusztus 3-án csatlakozott a Bundesligában szereplő VfB Stuttgarthoz. Miután két szezonon keresztül nem lépett pályára az első csapatban, 2019-ben a Bundesliga 2-ben szereplő Jahn Regensburghoz szerződött. A Regensburgban 2019. július 28-án debütált a német másodosztályban, a VfL Bochum elleni hazai mérkőzésen kezdőként.
2022-ben átigazolt a Bundesligában szereplő Borussia Dortmundhoz. A Bajnokok Ligájában és új csapatában is az FC København elleni 3–0-s győzelem alkalmával debütált, kapott gól nélkül lehozva a mérkőzést. Utána lehetőséget kapott az RB Leipzig elleni Bundesliga rangadón is, ott azonban nem nyújtott maradandó teljesítményt, ugyanis csapata 3–0-s vereséget szenvedett. A 2022–23-as szezonban 5 Bajnokok Ligája és 7 Bundesliga mérkőzésen léphetett pályára. A 2023–24-es idényben 8 bajnokin és a Chelsea csapata ellen 2–0-ra elvesztett Bajnokok Ligája nyolcaddöntőn kapott lehetőséget. 2024–25-ös szezonban 2 Bundesliga, 1 német kupa és a Sturm Graz elleni BL alapszakasz-mérkőzésen lépett pályára.

## Statisztika

### Klubcsapatokban
2024. március 17-én frissítve.
| Klub              | Szezon           | Liga                 | Liga  | Liga | Kupa  | Kupa | Nemzetközi | Nemzetközi | Egyéb | Egyéb | Összesen | Összesen |
| Klub              | Szezon           | Divízió              | Mérk. | Gól  | Mérk. | Gól  | Mérk.      | Gól        | Mérk. | Gól   | Mérk.    | Gól      |
| ----------------- | ---------------- | -------------------- | ----- | ---- | ----- | ---- | ---------- | ---------- | ----- | ----- | -------- | -------- |
| Hamburger SV II   | 2011–12          | Regionalliga Nord    | 10    | 0    | —     | —    | —          | —          | —     | —     | 10       | 0        |
| TSV Havelse       | 2012–13          | Regionalliga Nord    | 12    | 0    | 2     | 0    | —          | —          | —     | —     | 14       | 0        |
| TSV Havelse       | 2013–14          | Regionalliga Nord    | 15    | 0    | 1     | 0    | —          | —          | —     | —     | 16       | 0        |
| TSV Havelse       | 2014–15          | Regionalliga Nord    | 33    | 0    | 3     | 0    | —          | —          | —     | —     | 36       | 0        |
| TSV Havelse       | 2015–16          | Regionalliga Nord    | 26    | 0    | 1     | 0    | —          | —          | —     | —     | 27       | 0        |
| TSV Havelse       | Összesen         | Összesen             | 96    | 0    | 7     | 0    | —          | —          | —     | —     | 103      | 0        |
| Energie Cottbus   | 2016–17          | Regionalliga Nordost | 14    | 0    | 3     | 0    | —          | —          | —     | —     | 17       | 0        |
| Energie Cottbus   | 2017–18          | Regionalliga Nordost | 5     | 0    | 1     | 0    | —          | —          | —     | —     | 6        | 0        |
| Energie Cottbus   | Összesen         | Összesen             | 19    | 0    | 4     | 0    | —          | —          | —     | —     | 23       | 0        |
| VfB Stuttgart II  | 2017–18          | Regionalliga Südwest | 4     | 0    | —     | —    | —          | —          | —     | —     | 4        | 0        |
| VfB Stuttgart     | 2017–18          | Bundesliga           | 0     | 0    | 0     | 0    | —          | —          | —     | —     | 0        | 0        |
| VfB Stuttgart     | 2018–19          | Bundesliga           | 0     | 0    | 0     | 0    | —          | —          | —     | —     | 0        | 0        |
| VfB Stuttgart     | Összesen         | Összesen             | 4     | 0    | 0     | 0    | —          | —          | —     | —     | 4        | 0        |
| Jahn Regensburg   | 2019–20          | 2. Bundesliga        | 31    | 0    | 1     | 0    | —          | —          | —     | —     | 32       | 0        |
| Jahn Regensburg   | 2020–21          | 2. Bundesliga        | 33    | 0    | 4     | 0    | —          | —          | —     | —     | 37       | 0        |
| Jahn Regensburg   | 2020–21          | 2. Bundesliga        | 30    | 0    | 2     | 0    | —          | —          | —     | —     | 32       | 0        |
| Jahn Regensburg   | Összesen         | Összesen             | 94    | 0    | 6     | 0    | —          | —          | —     | —     | 101      | 0        |
| Borussia Dortmund | 2022–23          | Bundesliga           | 7     | 0    | 0     | 0    | 5          | 0          | —     | —     | 12       | 0        |
| Borussia Dortmund | 2023–24          | Bundesliga           | 8     | 0    | 0     | 0    | 1          | 0          | —     | —     | 9        | 0        |
| Borussia Dortmund | 2024–25          | Bundesliga           | 2     | 0    | 1     | 0    | 1          | 0          | —     | —     | 4        | 0        |
| Karrier összesen  | Karrier összesen | Karrier összesen     | 220   | 0    | 18    | 0    | 7          | 0          | 0     | 0     | 252      | 0        |

## Fordítás
Ez a szócikk részben vagy egészben  az   Alexander Meyer (footballer, born 1991) című angol Wikipédia-szócikk ezen változatának fordításán alapul.  Az eredeti cikk szerkesztőit annak laptörténete sorolja fel. Ez a jelzés csupán a megfogalmazás eredetét és a szerzői jogokat jelzi, nem szolgál a cikkben szereplő információk forrásmegjelöléseként.